# Silja Symphony
Il Silja Symphony è un traghetto di proprietà della Tallink ed in servizio per la Silja Line.

## Servizio
Varato il 15 novembre 1990 nel cantiere navale Masa-Yards Oy di Åbo con il nome di Silja Symphony e consegnato il 30 maggio 1991 alla Oy Svea Line, prende servizio nei collegamenti tra Stoccolma ed Helsinki a partire dal giorno successivo.
Nel gennaio del 1994 viene sottoposto a lavori di ammodernamento, durante i quali viene aumentato il numero di cabine.
Il 7 febbraio 1996, alle 19:18 circa, si arena a circa 50 metri a nord-ovest del faro di Södernäs, nei pressi di Värmdö. Liberatosi con i propri mezzi il giorno successivo, torna indietro a Stoccolma e successivamente, viene trasferito ad Helsinki per le necessarie riparazioni. Dal 16 febbraio torna regolarmente in servizio.
Il 28 gennaio 1997, alle 4:48 circa, entra in collisione con la boa di segnalazione di Kryckan, all'ingresso dell'arcipelago di Stoccolma. La boa, rimasta incastrata negli stabilizzatori del traghetto, viene rimossa all'arrivo a Stoccolma.
Il 1º luglio 1999 viene aggiunto uno scalo a Mariehamn.
Il 2 gennaio 2001 viene registrato alla Silja Line.
Il 6 agosto 2001, durante la navigazione nei pressi di Jussarö, tutti i motori del traghetto, compresi quelli di emergenza, vanno in avaria per 15 minuti e la nave va in blackout. Secondo le ricostruzioni della stampa locale, l'avaria è stata causata da un grande branco di pesci risucchiato dal sistema di raffreddamento dell'acqua del traghetto.
Dal 23 al 25 gennaio 2004 viene noleggiato per due traversate tra Helsinki e Tallin.
Dal 15 al 17 marzo 2005 viene sottoposto a lavori di manutenzione straordinaria al cantiere navale Nordsjövarvet di Helsinki per risolvere un guasto all'albero dell'elica.
Dal 21 al 23 gennaio 2005 viene noleggiato alla SOK Finlandia per due traversate tra Helsinki e Tallin.
Dal 27 gennaio al 12 febbraio 2006 viene sottoposto a lavori di ammodernamento nel cantiere navale Shiprepair di Turku.
Il 9 gennaio 2007 entra in collisione con una delle passerelle di sbarco dei passeggeri a Mariehamn, distruggendola.
Il 29 luglio 2008 viene venduto insieme a tutta la Silja Line alla Tallink, continuando tuttavia ad operare sotto il marchio di Silja Line.
Dal 27 agosto al 2 settembre 2010 viene noleggiato ed impiegato come hotel galleggiante a Stoccolma.
Dal 7 settembre al 16 ottobre 2014  viene sottoposto a lavori di ammodernamento nei cantieri navali di Turku.
Il 29 maggio 2016 viene posto in quarantena in seguito allo scoppio di un focolaio di Norovirus a bordo del traghetto. Il 4 giugno salpa da Stoccolma per Helsinki senza passeggeri e senza la maggior parte dell'equipaggio, sostituito da circa 400 addetti alla sanificazione del traghetto. Il 9 giugno riprende regolarmente il servizio.

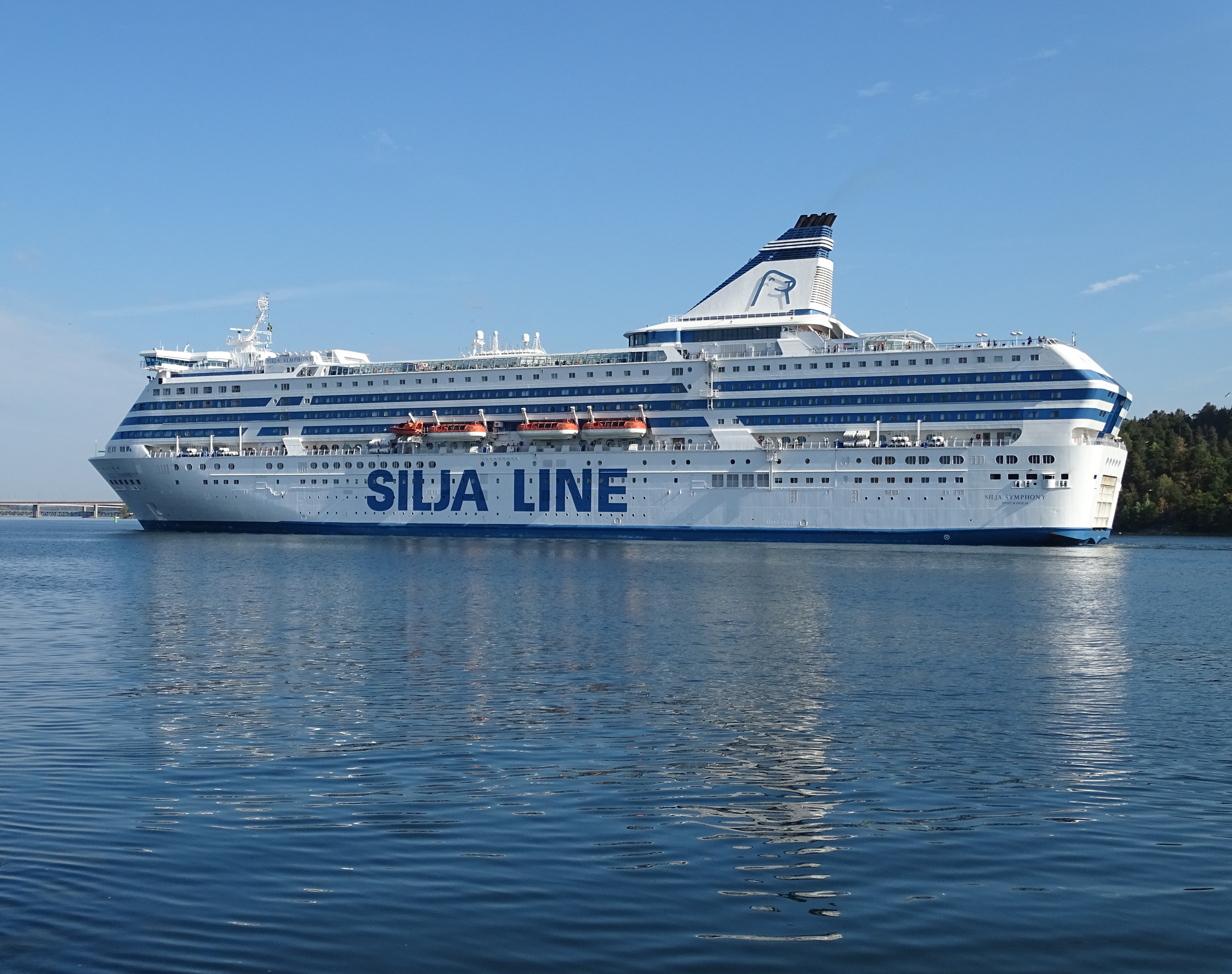
Il Silja Symphony in navigazione nei pressi di Stoccolma nel 2018.

Il 27 ottobre 2019, a causa di un guasto allo stabilizzatore di dritta, non riesce ad attraccare all'arrivo a Stoccolma.
Il 19 marzo 2020 viene disarmato a Stoccolma in seguito al calo del traffico per la pandemia di COVID-19.
Dal 10 luglio al 16 agosto 2020 viene impiegato per alcune minicrociere tra Stoccolma, Mariehamn e Visby. 
Dal 17 al 20 agosto 2020 viene impiegato sulla Stoccolma-Turku.
Dal 21 al 31 agosto 2020 viene impiegato per alcune minicrociere tra Stoccolma, Mariehamn e Härnösand. Successivamente viene sottoposto a lavori di manutenzione a Turku e disarmato a Stoccolma.
Dal 27 agosto 2021 torna in servizio nei collegamenti tra Stoccolma, Mariehamn ed Helsinki.

## Navi gemelle
- Silja Serenade